# Praia Grande (Ilhabela)
A Praia Grande é a maior praia do oeste da cidade brasileira de Ilhabela. Com cerca de 600 metros de extensão, está localizada no distrito de Cambaquara, a 6,5 quilômetros da balsa e 13 da vila de Ilhabela em direção ao sul. Fica cerca de 1 km depois da praia do Julião e 2 km antes da praia do Curral.
A praia pode ser vista da avenida com seus quiosques e mesas espalhadas por sua orla além de calçadão com banquinhos, de um camping e até uma quadra poliesportiva. Os estabelecimentos do local oferecem ducha para banho.
A praia também é procurada para a prática do windsurf e mergulho. Durante a temporada é possível passear de banana boat ou disco ski. É uma praia muito boa para surfar.
A faixa de areia é bastante inclinada, sendo uma praia de tombo, particularmente na parte central.
As areias são grossas e amareladas. Na ponta esquerda há um pequeno rio que deságua no mar. Há também uma capelinha na praia.
De sua orla é possível ver o Canal de São Sebastião, principal porta de entrada do petróleo consumido no Brasil.